# Cariofileno
Cariofileno o (-)-β-Cariofileno, es un sesquiterpeno bicíclico natural, un componente de muchos aceites esenciales, especialmente el aceite de clavo de olor, el aceite de los tallos y las flores de Syzygium aromaticum (clavo de olor), el aceite esencial de cáñamo Cannabis sativa, romero Salvia rosmarinus, y el lúpulo. Se encuentra generalmente en mezcla con isocariofileno (el cis isómero de doble enlace) y α-humuleno (nombre obsoleto: α-cariofileno), un isómero de anillo abierto. Cariofileno se destaca por tener un anillo ciclobutano, una rareza en la naturaleza.
El cariofileno se utiliza como saborizante de vaporizadores y bebidas.
Cariofileno es uno de los compuestos químicos que contribuyen al sabor picante de la pimienta negra. En un estudio realizado por Jürg Gertsch et al. del Instituto Federal Suizo de Tecnología ( ETH Zúrich ), beta-cariofileno demostró ser agonista selectivo del receptor cannabinoide de tipo 2 ( CB 2 ) y ejercer efectos significativos antiinflamatorios en ratones. Debido a que el producto natural vegetal extendido de beta-cariofileno es un aditivo de alimentos aprobado por la FDA y se ingiere con la comida diaria que es la primera cannabinoides de la dieta. Si este compuesto es capaz de modular los procesos inflamatorios en los seres humanos a través del sistema endocannabinoide es aún desconocido. Beta-cariofileno no se une al receptor cannabinoide de tipo-1 expresado en el centro ( CB 1 ) y por lo tanto no ejerce efectos psicomiméticos.
La primera síntesis total de cariofileno fue realizada en 1964 por EJ Corey y era considerada una de las manifestaciones clásicas de las posibilidades de la química orgánica sintética en el momento.
Óxido de cariofileno es el componente responsable de la identificación de cannabis por parte de los perros rastreadores de drogas.